# Срочно требуется песня
«Сро́чно тре́буется пе́сня» — документальный фильм-исследование о причинах популярности жанра авторской песни, снятый режиссёром Станиславом Чаплиным на Ленинградской студии кинохроники в 1967 году с участием Владимира Высоцкого, Булата Окуджавы, Юрия Кукина, Ады Якушевой, Бориса Полоскина, Юлия Кима, Георгия Носова, Леонида Энтелиса.

## Хронология
Выступления авторов-исполнителей чередуются с дискуссиями музыковеда, инженера, педагога и прочих. В исполнении Владимира Высоцкого в Ленинградском клубе самодеятельной песни «Восток» звучит песня «Парус».

## История создания
Выступление Владимира Высоцкого в январе 1967 года было первым в его жизни официальным приглашением в качестве автора и исполнителя песен от организации.
Изначально фильм планировался как полнометражный, но вместо задуманных полутора часов в результате длится лишь двадцать минут.